# Boom van de kennis van goed en kwaad

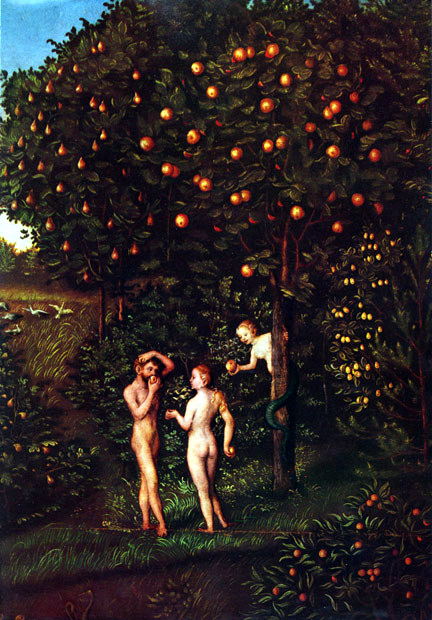
Lucas Cranach: Adam und Eva im Garten Eden (detail)

De boom van de kennis van goed en kwaad is een boom die samen met de levensboom voorkomt in het Bijbelboek Genesis. De boom stond in het midden van de Hof van Eden, waar Adam en Eva gedurende hun eerste periode op aarde verbleven.
God vertelde hen:
Van alle bomen in de tuin mag je eten, maar niet van de boom van de kennis van goed en kwaad; wanneer je daarvan eet, zul je onherroepelijk sterven.— Genesis 2:16-17
Zij leefden gelukkig, tot een slang (volgens de christelijke interpretatie Satan, de duivel) Eva ertoe verleidde om van de verboden vrucht (vaak afgebeeld als een appel) die aan de boom groeide te eten. Zij at ervan en gaf de vrucht ook aan Adam, die er ook van at. Zij werden zich op dat moment onmiddellijk bewust van hun naaktheid en gingen zich ervoor schamen. In het christendom was dit de zondeval. Met vijgenbladeren bedekten zij vervolgens hun geslachtsdelen.
Over de betekenis van de boom van kennis goed en kwaad bestaat verschil van mening. Volgens oudtestamenticus Berend Jakob Oosterhoff kan men onder andere de volgende drie opvattingen onderscheiden:
- Door het eten van de vrucht van de boom zouden Adam en Eva proefondervindelijke kennis van het goede en het kwade ontvangen. Door het eten van de boom zouden ze zien dat hun overtreding kwaad was en zo het onderscheid tussen goed en kwaad kennen.
- Door het verbod om van deze boom te eten moet de mens bewust leren kiezen tussen goed en kwaad, gehoorzaamheid en ongehoorzaamheid.
- De boom van kennis van goed en kwaad is de boom, waarbij de mens gaat uitmaken wat goed is en wat kwaad. Het probleem is dat God beslist wat goed en kwaad is, dat is verboden voor de mens.[1]

Het eten van deze boom had volgens de Bijbelse geschiedenis grote gevolgen. Adam en Eva zouden sterven als ze van de boom zouden eten. Dat is gebeurd, zij het dat God in zijn genade hen niet onmiddellijk liet sterven. Adam en Eva gingen dood in drievoudige zin, zoals God ook het leven schonk in drievoudige zin. Ze werden bedreigd door de natuurlijke dood, de geestelijke en de eeuwige dood.